# Storfjord
Storfjord là một đô thị ở hạt Troms, Na Uy. Trung tâm hành chính của đô thị này là làng Hatteng.
Đô thị Storfjord được thành lập vào năm 1929 khi nó được tách ra khỏi đô thị Lyngen. Dân số ban đầu là 1.499 người. Ngày 1 tháng 1 năm 1964, các trang trại Elvebakken của Balsfjord được chuyển đến Storfjord. Sau đó, ngày 1 tháng 1 năm 1992, một trang trại không có người ở trong khu vực Nordnes của Lyngen đã được chuyển giao cho Storfjord. 